# Вселенная Хонор Харрингтон
Вселенная Хонор Харрингтон, также Вселенная Виктории Харрингтон или Хонорверс (англ. Honorverse) — вымышленная вселенная далёкого будущего из одноимённой серии книг американского писателя Дэвида Вебера. Время действия большинства книг условно обозначается как 20-й век Эры Расселения (4000-е годы н. э.). За прошедшие с начала новой хронологии — запуска первого звёздного корабля в 2103 году, принятом за точку отсчёта — годы человечество колонизировало территории в радиусе 600 световых лет от Солнца, сформировав множество суверенных звёздных наций.
Основные события серии связаны с личностью Хонор Харрингтон (в изданном русском переводе — Виктория Харрингтон), талантливого офицера флота Звёздного Королевства Мантикора. Небольшое, но богатое и процветающее Звёздное Королевство находится на пути экспансии опасного противника — Народной Республики Хевен, правители которой пытаются за счёт завоеваний спасти экономическое положение рассыпающейся державы.

## Космические полёты

### Межзвёздные
Используется гиперпространство.
У Вебера гиперпространство — это своего рода «сжатая проекция» нормального Космоса, в которой каждой точке гиперпространства соответствует определённая точка обычного пространства. Но при этом относительные расстояния между точками в гиперпространстве меньше, что позволяет кораблю, перемещающемуся в гиперпространстве со скоростью, меньшей скорости света, преодолеть расстояние между точками в нормальном пространстве с «кажущейся» сверхсветовой скоростью. Существуют разные «слои» гиперпространства, различающиеся коэффициентом сжатия расстояния.
Большую опасность в гиперпространстве долгое время представляли собой гравитационные течения — полосы гравитационной энергии, проекции массы нормального пространства в гиперопространство, разрушающие любой попавший в них корабль. Из-за этого долгое время в гиперпространстве летали только исследовательские корабли.
С изобретением парусов Варшавской ситуация изменилась. Появилась возможность кораблю «зацепиться» за гравитационную волну и использовать её энергию для разгона, тем самым не тратя горючего. К 1900 году Эры Расселения межзвёздный транспорт (за счёт парусов Варшавской и антигравитации) настолько дешёв, что экономически оправдана межзвёздная перевозка даже железной руды или продовольствия.

### Внутрисистемные
Ранние версии космических кораблей преодолевали как системное, так и космическое пространство с помощью термоядерных ракетных двигателей и прямоточных двигателей Буссарда.
Современные корабли используют не-реактивный двигатель, называемый импеллером. Импеллер перемещает корабль путём создания искусственных гравитационных аномалий (корабль как бы «скользит» на гребне гравитационной волны, аналогичной природным в гиперпространстве, но много менее мощной). В теории импеллер может мгновенно разогнать корабль до скорости света, но на практике предельное ускорение корабля ограничено т. н. инерциальным компенсатором (лучшие образцы компенсируют немногим более 600g для пилотируемых кораблей и около 95000g для беспилотной ракеты).

### Тоннельные узлы
Аномалии в пространстве-времени, обеспечивающие возможность мгновенного перемещения от одного конца тоннеля к другому и обратно. Узел обычно имеет 2-7 тоннелей, ведущих к терминалам в отдалённых системах. Тоннельные узлы чрезвычайно ускоряют межзвёздные перелёты и способствуют развитию коммерции. Крупнейшим из ныне известных считается узел тоннелей в системе Мантикора, который и стал основой процветания Звёздного Королевства Мантикора.

## Силы и организации

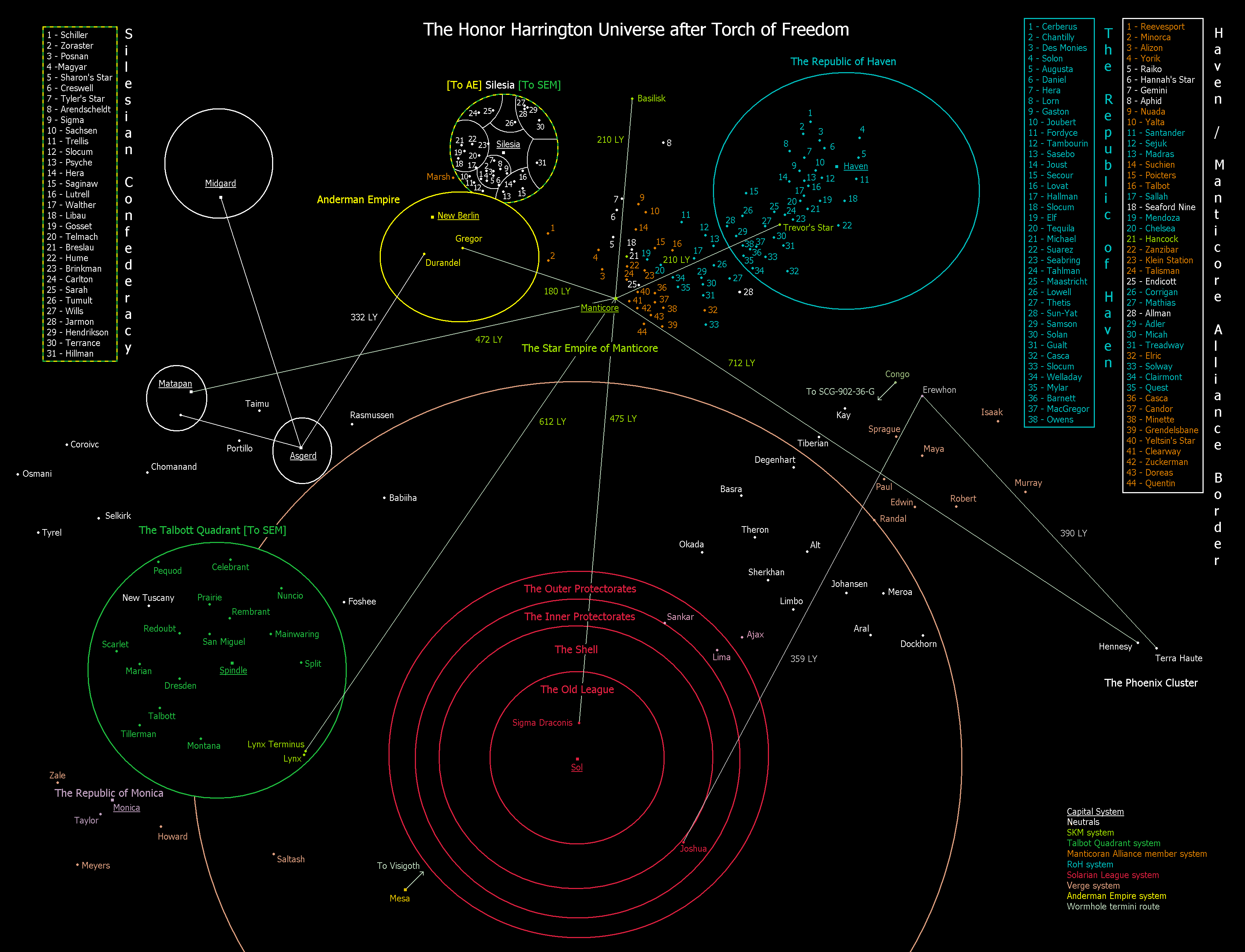
Фанатская карта вселенной

### Звёздное Королевство Мантикора/Звездная Империя Мантикора
Родина Хонор Харрингтон и большинства персонажей серии. Моносистемная звёздная нация (до аннексии планеты Сан Мартин с терминалом звезды Тревора, части Силлезии и сектора Талботт), представляющая собой конституционную монархию, обосновалась в двойной звёздной системе Мантикора, имеющей целых 3 пригодные для жизни планеты — Мантикора, Грифон и Сфинкс. Благодаря разумной и продуманной политике на ранних стадиях колонизации и наличию огромного источника доходов в виде мантикорского тоннельного узла Звёздное Королевство Мантикора — богатая нация, с передовой наукой и мощным военным флотом. Имея в наличии целых три обитаемые планеты и стабильный источник доходов, Звёздное Королевство никогда не испытывало необходимости в расширении границ, и если бы не угроза войны с Хевеном, оставалось бы в изоляционизме. Несмотря на монархическую форму правления, в Королевстве реализованы все права и свободы, а мантикорская аристократия является открытой, и любой способный простолюдин может подняться на самые высоты в её иерархии, что и произошло с Харрингтон. Во время войны королевство сумело преодолеть изоляционизм и ксенофобию части общества и превратилось в империю, аннексировав большую часть систем в Талботтском скоплении после открытия нового гипертоннеля (до этого королевство также аннексировало системы Василиск и Звезда Тревора). Война также вызвала небывалый экономический подъём и научный скачок, сделав мантикорский королевский флот самым передовым. Все офицеры космофлота проходят обучение в Академии на острове Саганами, названном в честь коммодора Эдварда Саганами, который считается основателем Королевского Флота Мантикоры и который героически погиб на борту своего линейного крейсера «Ника», приняв неравный бой с силезскими пиратами, атаковавшими торговый караван. Инструкторы Академии стремятся внушить дух Саганами и желание пожертвовать жизнью ради исполнения долга в каждого курсанта. С тех пор в КФМ всегда существовал линейный крейсер под названием «Ника». Каждый корабль с этим именем считается преемником предыдущего, и командовать им — великая честь и мечта любого офицера КФМ. Королевская семья королевства — чернокожие, так как основатель династии Роджер Уинтон имел африканские корни. При этом единственное, что в королевстве означает цвет кожи, это приблизительный индикатор родственной близости к королевской семье.

### Народная Республика Хевен/Республика Хевен
Некогда процветавшая межзвёздная страна, вошедшая в спираль экономического кризиса из-за сговора коррумпированной правящей элиты с лидерами популистских партий и утопической ультрасоциалистической политики, скатившаяся от демократии к наследственной популистской диктатуре. В попытке отвлечь от экономических проблем обнищавшее население, деградированное "оптимизированной" системой образования и развращённое популистской риторикой, руководство НРХ прибегло к политике "Маленьких победоносных войн", покорив множество соседних обитаемых звёздных систем.
Хевен является основным, сначала — потенциальным, а затем и военным противником Мантикоры. Представляя огромную угрозу для всех соседей, Хевен, тем не менее, долгое время успешно побеждал во всех конфликтах, наращивая свой военный потенциал даже в условиях дефицитного бюджета. Среди соседних держав только Королевство Мантикора обладало достаточными организационной эффективностью, экономической и военной мощью, чтобы противостоять Хевену.
Коррумпированное и некомпетентное правительство НРХ недооценило способности администраторов Мантикоры и военных КФМ, устроило очередную маленькую победоносную войну, и после череды военных поражений представитель оппозиции Роберт Стентон Пьер устроил заговор, убив большую часть правящей элиты и успешно свалив вину на Хевенитский Флот.
Роб.С. Пьер, движимый местью за смерть сына и стремлением реформировать Народную Республику, уничтожил прежний режим, создал и возглавил реформистский Комитет Общественного Спасения. К несчастью, Роберт Стэнтон при подготовке революции недооценил масштаб катастрофы, в которую уже скатила страну политика прежнего правительства. Шанс на успешное проведение реформ без массового восстания и полного краха политической и общественной системы сохранялся лишь при условии победы в войне, - и то, довольно призрачный. Единственным шансом нового правительства спасти свою страну от внешнеполитического раздела или внутреннего краха под неэффективным социально-политическим устройством оказалось завоевание Королевства Мантикоры. Реформистский КОС путём убийства лишился большей части политиков-реформаторов и стал постоянным правительством Хевена...
Многолетнее правление КОС стало самым мрачным периодом хевенитской истории. Разведывательные, полицейские и военные структуры прошлого режима после свирепой резни политически неблагонадёжных были объединены в Бюро Государственной Безопасности, возглавляемое Оскаром Сен-Жюстом, главным палачом "республики". Министерство Открытой Информации получила харизматичная маньячка Кордэлия Рэнсом, обладавшая популярностью большей, чем Роб.С.Пьер, и кровожадностью большей, чем Сен-Жюст. Её паранойя по отношению к Флоту и желание разрушать вместо созидания обескровили Флот сильнее, чем кровопролитная война. Террор против последних представителей прежней элиты, а также тех, кто был с ними связан (особенно во Флоте и Армии), принял самые кровожадные формы. Появление "народных комиссаров" БГБ на Флоте, не имевших нужного опыта и подготовки, но обладавших непоколебимой верностью КОС, а также введение коллективной ответственности офицеров и их семей привели к поражениям на фронте и массовым восстаниям в тылу.
Однако, после всего лишь трёх лет непрерывных поражений от многократно уступающего в численности и промышленности противника, потери стратегического укрепрайона у Звезды Тревора и угрозы взятия Мантикорским Флотом ключевой системы Барнетт к правящему Комитету пришло понимание важности смены военной политики, в частности прекращения расстрелов командиров и их семей за неудачи. Это привело к введению в КОС адмирала Эстер МакКуин, спасшей режим КОС личным вмешательством во время мятежа безумных фанатиков-"уравнителей" против Комитета.
Истощение наступательного потенциала КФМ, смерть Кордэлии Рэнсом и широкие полномочия, предоставленные Комитетом, позволили МакКуин переломить ход войны, обескровить обогнавшее Хевен в технике Королевство Мантикора чередой грамотных сражений и начать контрнаступление. Однако, МакКуин на фоне Комитета оказалась столь же популярна как политик, насколько была талантлива и харизматична как флотоводец, а её популярность в широких массах республики только росла. Это испугало Комитет и Оскара Сен-Жюста в частности. В результате, приняв предосторожности верховного БГБ-шника за попытку убить её, МакКуин решила действовать на опережение. Попытка захватить живым Роб.С.Пьера вылилась в его убийство, а захват практически всех членов КОС всё равно не дал полную поддержку Флота. Эстер МакКуин была убита вместе с большей частью единомышленников заодно с примерно 1.300.000 мирных граждан Хевена, когда Сен-Жюст взорвал ядерный заряд, спрятанный БГБ в здании военного министерства.
Недолгий взлёт Сен-Жюста к абсолютной власти в Хевене, тем не менее, оказал огромное влияние на ход войны. Проведённая им спецоперация по убийству высших чинов Мантикоры в попытке спровоцировать внутриполитический кризис в целом оказалась успешной, приостановив наступление сил Альянса.
Новое правительство Мантикоры, продажное, феодалистское и некомпетентное, согласилось на мирные переговоры. Однако отказ Сен-Жюста изменить свою политику вынудил перепуганных за свою личную судьбу адмиралов Хевенитского Флота его устранить. Командующий Флотом убил Сен-Жюста и объявил свободные выборы с восстановлением старой конституции. Временно исполняющим обязанности Президента, а далее официальным Президентом стала Элоиза Причарт. КомФлота совместил гражданское звание военного министра и военное - главнокомандущего Флотом.
Несмотря на наличие параллелей в описании событий Хевена с Великой французской революцией в том числе с явными аналогиями имен, например, Роб С. Пьер , основным историческим прототипом первоначальной Республики являются США, а поздняя Народная Республика Хевен — пришедшая в упадок из-за нечистоплотных политиков американская модель.

### Солнечная Лига
Крупнейшее государство Галактики, Солнечная (также Соларианская) Лига включает в себя несколько тысяч звёздных систем. Её совокупный потенциал, вероятно, равен потенциалу всего остального человечества. Тем не менее, невзирая на свои размеры и мощь, Лига не является активным игроком в политике. Право вето, наличествующее у каждого из членов Лиги, приводит к тому, что вся её политика, по сути дела, строится на сплошных компромиссах, а дремучая бюрократия и коррумпированность властей на уровнях выше системного является нормой. Номинальным центром и столицей является Старая Земля, однако политическое устройство делает её лишь «первой среди равных». Тем не менее, Лига столь громадна, а её военный флот настолько огромен, что она даже не допускает мысли о том, что кто-то может реально угрожать ей. Вместе с тем флот Солнечной лиги является глубоко технически отсталым даже по сравнению с флотом Хевена и примерно на 50 лет отстает от флота Мантикоры.
Элементом Лиги является пользующаяся дурной славой Канцелярия Пограничной Безопасности — правительственная организация, служащая неофициальным инструментов для гигантских концернов Лиги по подчинению и экономической эксплуатации лежащих вблизи неё миров.
Космические силы Лиги разделены на два флота: Боевой и Пограничный. Боевой флот является основным, престижным и состоит, в основном, из самых крупных кораблей — дредноутов и сверхдредноутов. Пограничный флот является гораздо более мобильным и состоит из кораблей крейсерского класса или ниже. Несмотря на более низкий престиж, именно Пограничный флот является более продвинутым с технической точки зрения, и его офицеры имеют гораздо больше боевого опыта.

#### Беовульф
Планета в Солнечной лиге, жители которой являются передовыми учёными в области биологических наук. Находится в системе Сигма Дракона. Одна из первых планет, колонизированных людьми. Именно биологи Беовульфа были ответственны за изобретение пролонга — медицинской процедуры, продлевающей жизнь на десятки или даже сотни лет. Хотя Беовульф является членом Лиги, присутствие в системе Беовульфа терминала мантикорского тоннельного узла создало между этой планетой и гражданами королевства близкие связи, в том числе и родственные (мать главной героини — родом с Беовульфа). В войне Звездной Империи Мантикора против Солнечной Лиги приняли сторону Мантикоры, подав заявление на выход из Лиги.

#### Сектор Майя
Один из богатейших членов Солнечной Лиги. Ответственен за образование планеты Факел. Губернатор сектора Баррегос предвидит распад Лиги, потому заключает с Эревоном соглашение о постройке на Эревонских верфях боевых кораблей по Мантикорским технологиям.

#### Факел
Планета, ранее известная, как Вердант Виста или Конго, принадлежащая Мезанским корпорациям. После восстания рабов объявляет себя суверенной звездной нацией (за ее суверенитет поручились Республика Хевен, Звездное Королевство Мантикора, Республика Эревон и Сектор Майя Солнечной Лиги). Является площадкой для переговоров между Мантикорой и Хевеном.

#### Меза
Планета, не состоящая в Солнечной лиге, однако имеющая тесные связи с многими её членами, оплот сторонников генетических модификаций и работорговли, которую и хевениты, и мантикорцы считают отвратительным преступлением. Заправилы местных корпораций генетически отличаются от обычных людей и считают себя высшей расой. Мезанцы являются изгнанниками с планеты Беовульф, чьи жители не потерпели их радикальных взглядов и экспериментов. С тех пор, эти две планеты находятся в состоянии негласной вражды. Основным врагом Мезы также является организация под названием «Баллрум», члены которой являются бывшими генетическими рабами мезанцев. Баллрум не стесняется устраивать теракты для достижения своих целей.

### Силезская конфедерация
Богатая колонизированными планетами область к северо-западу от Мантикоры. Слабое центральное правительство и непрекращающиеся конфликты с сепаратистами превращают Силезию в арену деятельности пиратов. До войны с Хевеном служила Королевскому флоту Мантикоры огромным полигоном для подготовки офицеров в ходе борьбы с пиратством. Несмотря на все эти трудности, является одним из ключевых поставщиков ресурсов и рынков сбыта продукции. Разделена между Звездной Империей Мантикора и Андерманской империей.

### Андерманская империя
Расположена к западу от Мантикоры. Первоначально колонизированная этническими китайцами планета Куан Инь в шестнадцатом веке После Расселения была захвачена Густавом Андерманом, считавшим себя инкарнацией Фридриха Великого. После этого планета была переименована в Потсдам, система — в Новый Берлин. Официальный язык — немецкий, однако большинство её жителей имеют китайские корни, как правило имеют китайские имена и немецкие фамилии (например, Чин Лу фон Рабенштранге). Прагматичная и осторожная политика позволила Андерманской империи взять под контроль обширную область космоса, однако её флот втрое уступает Мантикорскому. Столкновения Андерманских и Мантикорских интересов в Силезии потенциально являются источником конфронтации, однако политика и схожее государственное устройство делают Мантикору и Андерманскую империю скорее конкурирующими соседями, чем противниками. Они готовы помочь друг другу в случае вмешательства внешних сил. Исторический прототип империи — Пруссия времён Фридриха Великого.

### Протекторат Грейсона
Звёздное государство, состоящее из единственной системы — Звезда Ельцина. Единственной обитаемой планетой системы является Грейсон, заселённый религиозной общиной, которая считала, что всё зло — от технологий. По иронии судьбы, планета Грейсон оказалась обитаемой, но ядовитой, заставляя грейсонцев прибегать к той самой технологии, которую они ненавидели. В начале цикла Грейсон является незначительной системой с довольно примитивным уровнем технологий и в состоянии многовековой вражды с жителями планеты Масада в соседней системе Эндикотт, которые были давным-давно изгнаны с Грейсона за их радикальные взгляды на религию. Правителем государства является Протектор, чья власть равноценна королеве Мантикора или, в некоторых случаях, превосходит её. Как и в Звёздном королевстве, в Протекторате существует наследственная аристократия, члены которой составляют верхнюю палату Конклава. Единственная причина, по которой Грейсоном заинтересовались великие космические державы — стратегическое расположение Звезды Ельцина между Звёздным королевством Мантикора и Народной республикой Хевен. Вскоре после вступления планеты Грейсон в союз с Мантикорой технический уровень Протектората стал резко возрастать. Многие офицеры растущего космофлота Грейсона проходят обучение в Академии КФМ на острове Саганами. Более того, некоторые методы Протектората заимствует даже КФМ, включая конструкцию инерционных компенсаторов и методы строения кораблей. В более поздних книгах цикла космофлот Грейсона является одним из самых сильных в разведанном космосе. Взаимодействие обеих космических держав приводит к обмену культурных ценностями. Например, строгий патриархат Грейсона постепенно уступает перед равноправным взглядом Мантикора, и очень скоро на службу в КФГ начинают поступать офицеры-женщины. С другой стороны, в высших слоях общества Королевства женщины вновь начинают носить платья на рауты (до этого, они носили лишь костюмы).

### Республика Эревон
Моносистемное государство с олигархическо-клановой системой правления, владеет собственным терминалом, союзник Звездного Королевства Мантикора и член Альянса в первой Хевенитско-Мантикорской войне. Политика правительства Высокого Хребта привела к выходу Эревона из Альянса и пакту о взаимной обороне между республикой Эревон и республикой Хевен, а также передаче Хевену некоторых передовых технологий Альянса. Далее заключила секретный договор с Сектором Майя.

## Основные персонажи

### Хонор Харрингтон
Леди Дама Хонор Александер-Харрингтон. Землевладелец, герцогиня Харрингтон, графиня Белая Гавань. Главная героиня самой известной серии произведений Вебера — женщина, капитан, впоследствии адмирал Хонор Харрингтон.
Происходит из семьи йоменов, второй волны переселенцев, после Великой Чумы, унёсшей значительную часть первых колонистов. Таким образом она не является дворянкой по рождению, хотя её семью нельзя назвать бедной, богатыми людьми они тоже не являются. Её родители известные врачи, мать Хонор принадлежит к одной из известнейших врачебных династий Беовульфа, что делает её наполовину беовульфианкой, и более нетерпимой к генетическому рабству чем большинство мантикорцев, и не мантикорцев. Сами Харрингтоны одни из первых колонистов Сфинкса, их родовое поместье примыкающее к заповеднику Медных гор (где располагается основное гнездовье Древесных Котов, клана Яркой Воды) принадлежит им 400 лет. У неё так же есть неизменный спутник и помощник древесный кот (получивший от Народа древесных котов, имя Смеющийся Ярко, за свои многочисленные розыгрыши и извращенное чувство юмора), которого она назвала Нимиц. Она обладает эмпатической связью с Нимицем, позже она обретает способность чувствовать других через своего кота, а позже овладевает эмпатией. За всю сагу Нимиц минимум трижды спасает ей жизнь

Тёмный блеск глаз делал бледное лицо ещё более бледным, а подбородок казался слишком массивным на фоне твёрдой линии рта. Нет, в который раз решила она, с её лицом вполне можно примириться, терпимое такое лицо, но бессмысленно воображать, что кто-то когда-то заподозрит его в лучезарной красоте… ну и чёрт с ним.
— Д. Вебер. «Космическая станция „Василиск“», глава 1
И снова о Хонор:

Вряд ли можно назвать капитана Харрингтон красивой, решил Алистер, но дело явно не во внешности. Эти резковатые, выразительные черты и огромные тёмно-карие глаза — экзотически удлинённые и лучащиеся еле сдерживаемым восторгом вопреки «служебному» выражению лица — выходили далеко за рамки таких эфемерных понятий, как «красивая». Она была собой, единственной и неповторимой, и от этого делалось только хуже.
— Д. Вебер. «Космическая станция „Василиск“», глава 1
В печатном издании переводчики дали её имя Виктория, так русского имени Честь не существует (Honor с английского — «Честь»).

Хонор превратили в Викторию явно под воздействием первой книги («Космическая станция Василиск»). Да, вполне подходящее имя для той, кто способна буквально вырвать победу. Однако, во-первых, её боевой путь (как вы безусловно узнаете впоследствии) — не есть цепочка блестящих побед. Будет разное, в том числе и плен. Единственное, что ей никогда не изменит — это Честь. И, во-вторых, большая часть книг серии имеет в названии игру слов, которую, к сожалению, невозможно адекватно передать по-русски и в которой обыгрывается значение имени Хонор. Эта книга — первая из таких. Итак, перед вами «Честь Королевы» она же «Хонор, офицер Королевы».
— Д. Горбачев, редактор
За время цикла, обретает дворянские титулы двух государствах (графиня на Мантикоре и Землевладелец на Грейсоне), а также земли. Позже, после того как её объявляют погибшей и титул графа переходит её кузену, королева Елизавета даёт ей новый титул герцогини. Она также становится графиней Белая Гавань после женитьбы на Хэмише Александре вместе с его первой супругой Эмили.
Елизавета III Винтон
Королева, императрица звездной империи Мантикора. Умная но вспыльчивая, особенно если дело касается оппозиции в Палате лордов либо Хэвена, так как бывшее правительство Хэвена ответственно за убийство её отца Роджера III.
Аллен Саммерваль
Герцог Кромарти, премьер-министр королевства Мантикора, убит во время покушения.
Хэмиш Александер
Граф Белой Гавани, адмирал, первый лорд адмиралтейства, старший брат Вильяма Александера, один из самых выдающихся стратегов КФМ. Позже берёт Хонор как свою вторую жену (законом Мантикоры это не возбраняется).
Вильям Александер
Барон Грантвиль, лорд казначей в правительстве Кромарти, премьер-министр звездной империи Мантикора, младший брат Хэмиша Александера.
Рауль Курвуазье
Адмирал, наставник Хонор Харрингтон, погиб в первой битве при Ельцине.
Феодосия Кьюзак
Адмирал, её наравне с Белой Гаванью Сан-мартинцы чтили как свою освободительницу. Погибла в битве за Мантикору
Себастьян Д’Орвиль
Адмирал, командующий флотом метрополии, погиб в битве за Мантикору.
Алистер МакКеон
Адмирал, первоначально плохо отнесся к Харрингтон, поскольку сам хотел стать капитаном "Бесстрашного", далее стал её близким другом, погиб в битве за Мантикору.
Соня Хемпхилл
Баронесса Нижний Дели, адмирал, считала внедрение новых технологий приоритетней старых доктрин, однако многие её идеи оказались несостоятельными. Она и Белая Гавань долгое время были идейными противниками, однако со временем пришли к компромиссу, поняв, что оба заблуждались. Когда Белая Гавань принял Адмиралтейство, он назначил её руководителем бюро кораблестроения. Разработки Хемпхилл оказали решающую роль в военном противостоянии с врагами Мантикоры
Франсина Морнкрик
Баронесса Морнкрик, первый лорд адмиралтейства в правительстве Кромарти, лорд казначей в правительстве Грантвиля.
Сэр Томас Капарелли
Первый космос лорд адмиралтейства. Он и Белая Гавань не ладили по причине интеллектуального превосходства Белой Гавани, которое он не считал нужным скрывать, и того что Капарелли во время их совместной учёбы в академии каждую игру возил Белую Гавань по футбольному полю.
Патриция Гивенс второй космос лорд, глава разведки.
Майкл Жанвье
Барон Высокий Хребет, премьер-министр Мантикоры после гибели Саммерваля. Глава либеральной оппозиции в Парламенте. Ответственен за перемирие с Хэвеном и за разоружение флота во время перемирия. Также ответственен за унизительное отношение к союзникам королевства, из-за чего Эревон ушёл из Альянса. Обвинён в коррупции и посажен в тюрьму.
Бенджамин Мэйхью IX
Протектор Грейсона. Ответственен за радикальные изменения в обществе своей планеты и за восстановление власти Протектора, чем вызвал гнев многих Стедхолдеров (Землевладельцев, аристократия Грейсона). Близкий друг Хонор. Женат на Кэтрин и Элейн и обращается с ними гораздо нежнее чем большинство грейсонских мужей.
Мишель Хенке
Адмирал, графиня Золотого Пика (Золотой Вершины), командир Десятого флота Мантикоры. Главная героиня романов, посвященных событиям в секторе Талботт. Близкая подруга Хонор со времен совместной учебы в Академии КФМ, и двоюродная сестра королевы Елизаветы III (после гибели отца и брата, Мишель — пятая наследница на трон). Комплексует на почве протекции и постоянно боится, что её повышение по службе — результат её родственных связей а не заслуг.
Эллисон Чжоу Харрингтон или Смеющаяся Танцовщица
Мать Хонор, уроженка Беовульфа. Потомок известных и престижных кланов Чжоу и Бентон-Рамирес. Получила своё прозвище от древесных котов за свою жизнерадостность. Обожает шокировать мантикорцев и грейсонов своей сексуальной незакомплексованностью, хотя сама считается закомплексованной по-стандартам либерального Беовульфа. Выдающийся доктор и генетик. Считая, что Хонор была казнена Хэвеном, она с мужем Альредом решают родить наследника для неё. Рожает двойню: дочь Фэйт и сын Джеймс.
Карл Альфред Харрингтон или Глубокие Корни
Отец Хонор, уроженец Сфинкса. Прямой потомок Стефани Харрингтон, первого человека принятого древесными котами (за это и получил от них своё прозвище). Выдающийся нейрохирург.
Роберт Стентон Пьер
Председатель Комитета общественное безопасности Хевена, фактически, глава Народной Республики Хевен. После гибели сына Эдварда из-за политики Законодателей подтолкнуть Звёздное Королевство Мантикоры к войне, спланировал убийство Наследственного Президента Гарриса и Законодателей и сформировал Комитет как временное, а затем и постоянное правительство. Позже, погиб при попытке переворота Эстер МакКуин. Его имя - отсылка к Робеспьеру .
Элоиз Притчар
Президент Республики Хевен. Бывшая офицер Государственной безопасности, избранная президентом восстановлённой республики после падения Комитета общественной безопасности. Возлюбленная адмирала Хавьера Жискара. Ответственна за перемирие и союз между Хевеном и Мантикорой.
Томас Тейсман
Адмирал Республики Хевен, военный министр, начальник военно-космических операций. Ученик перебежчика Альфредо Ю, ныне адмирала флота Грейсона. Восстановил конституцию Республики Хевен, после того как казнил Оскара Сент-Жуста.
Шэннон Форейкер программист, главный тактик флота у Х. Жискара, позднее адмирал флота обновленной Республики Хевен, управляющая разработкой новых технологий, своеобразный противник Сони Хемпхилл.
Антон Зилвики
Отставной капитан Королевского флота, ныне разведчик-фрилансер. Типичный грифонский «горец» — упёртый, свободолюбивый и недолюбливающий аристократов. Потерял жену в бою с хевенскими рейдерами. Имеет родную дочь Хелен, а также приёмных сына Ларенса и дочь Берри. Берри впоследствии становится королевой планеты Факел. Сожительствует с Кэтрин Монтэйн, бывшей графини Тор. Часто сотрудничает с хевенитским агентом Виктором Каша.
Кэтрин Монтэйн
Бывшая графиня Тор, член Лиги против рабства. Отреклась от титула чтобы вступить в Палату общин и бороться за права генетических рабов. Возлюбленная Антона Зилвики. Дети Зилвики относятся к ней как к матери.
Виктор Каша
Лучший агент Хевенских спецслужб, резидент Внешней разведывательной службы в зоне, включающей в себя Эревон, Факел и сектор Майя. Часто сотрудничает с Антоном Зилвики.
Оравиль Баррегос
Губернатор сектора Майя Солнечной Лиги.
Альбрехт Детвейлер
Глава тайной организации под названием Мезанское уравнение (в других переводах Указание Мезы), чья цель — доминирование над всем человечеством. Клон-потомок основателя организации Леонарда Детвейлера. Создал по меньшей мере шести «сыновей» как своих помощников. Тайно руководит всеми операциями планеты Меза.

## Древесные коты
Разумная раса, населявшая Сфинкс до его колонизации людьми, охраняется короной. Непосредственной охраной вида, занимается Лесная Служба Сфинкса. Согласно поправке к конституции Мантикоры, 3/4 нетронутой поверхности Сфинкса принадлежит древесным котам. Начиная с королевы Адриенны, практически все монархи правящего дома Мантикоры были приняты древесными котами. Именно королева Адриенна вынудила Адмиралтейство разрешить древесным котам и людям служить вместе. После долгого наблюдения и изучения людей коты переняли множество полезных изобретений и решили интегрироваться в человеческое общество. Однако во многом люди остаются для них непонятными. Являются эмпатами и телепатами. Обладая длинным (около 60 см) и гибким телом с шестью лапами и острыми сантиметровыми когтями цвета слоновой кости, с учётом молниеносной реакции и эмпатии — крайне опасны. Позже, лингвисты королевства создают язык жестов, позволяющий общение между людьми и древесными котами, хотя коты, в общем, понимают человеческую речь. Все древесные коты обожают сельдерей, который усиливает их телепатические возможности, но в чрезмерных дозах может вызвать несварение желудка.

### Известные представители вида
Нимиц или Смеющийся Ярко — принял Хонор до её поступления в академию Саганами. За его извращённое чувство юмора, а также многочисленные розыгрыши, получил от клана имя Смеющийся Ярко. Три раза спасает жизнь Хонор, и один раз — протектора Бенджамина.
Ариэль или Ловец Листьев — кот королевы Елизаветы, правящего монарха Мантикоры.
Монро — кот, принявший короля Роджера, а позже регента Джастина.
Саманта или Золотой Голос — кошка, первоначально связанная с Гарольдом Чу, офицером КФМ, погибшим в Силлезии. Позднее приняла Хэмиша Александера. Своё имя она получила за сильный мыслеголос певицы памяти. Она отказалась быть певицей памяти и выбрала мир людей, чем удивила свой клан. Становится супругой Нимица и рожает ему котят.
Хиппер — принял дочь протектора Грейсона Рейчел.
Фаррагут — принял Миранду Лафолле, погиб вместе с ней во время Удара Явато.
Одиссей — принял адмирала Гиоргидеса.
Банши — принял офицера КФМ Роли Орндорф, Погиб вместе с ней при битве за Мантикору.
Чингиз или Лазающий Высоко — принял Джадсона Ван Хейла. Погиб вместе с ним на планете Факел, пытаясь остановить покушение на королеву Берри.
Альфредо — принял мастер-сержанта Милано Когнассо. Являясь единственным древесным котом в окружении адмирала Мишель Хенке, сыграл решающую роль в противостоянии УПБ и Десятого флота Мантикоры в секторе Талботт.
Львиное Сердце или Лазающий Быстро — принял Стефани Харрингтон. Первый древесный кот, принявший человека.
Поющая Истинно — сестра Лазающего Быстро. Она предложила политику изучения людей через связанных с ними котов.

## Вооружение и конструкция звездолётов
— У нас всё ещё имеются лазеры-тридцатки, по два на каждом борту, плюс ракетные пусковые. После переоборудования у нас появится гравикопьё и четырнадцать торпедных генераторов. Погонное вооружение осталось без изменений: две ракетные пусковые и осевой лазер-шестидесятка.

Основу тактики ведения боёв в Космосе диктует применяемая технология. Импеллерный двигатель в ходе работы формирует «сверху» и «снизу» от корабля две мощные гравитационные аномалии — т. н. «импеллерный клин», представляющий собой расположенные под углом к диаметральной оси плоскости шириной в сотни километров. Никакое известное оружие не в состоянии преодолеть плоскости клина. При помощи клина корабль полностью защищён от любых атак идущих «сверху» или «снизу». По бортам корабля, параллельно диаметральной оси, между плоскостями клина выставляются гравитационные стенки — силовые поля, защищающие корабль с бортов. Они менее мощны, но могут быть пробиты очень мощным энергетическим оружием и с небольших дистанций (менее 30000 км). Защитить корабль спереди и сзади технически невозможно. Нельзя поставить гравитационную стенку перпендикулярно диаметральной оси, так как в таком случае она мешает работе импеллерного двигателя. Позже Королевский флот всё же добавляет носовые, а затем и кормовые стены, которые, однако активируются лишь при необходимости, из-за того же замыкающего эффекта. При их использовании, корабль способен маневрироваль лишь используя химические двигатели.
Таким образом, корабль неуязвим сверху и снизу, частично уязвим с бортов и совершенно открыт спереди и сзади. Эти особенности диктуют тактику боя. В сражении тяжёлые корабли выстраиваются в формацию, называемую «боевой стеной» — ряд расположенных друг над другом кильватерных колонн. Такое построение, помимо того что даёт очень мощный бортовой залп, позволяет ещё и (в случае отступления) просто развернуть все корабли днищем к противнику, превратив боевой строй в непроницаемую для его огня стену импеллерных клиньев. Однако на практике такой манёвр требует тщательного контроля из-за опасности столкновения импеллерными клиньями, которые у крупных кораблей достигают сотен километров в ширину.
Большинство кораблей избегают боевых столкновений в гиперпространстве из-за невозможности ставить клинья и стены. Это делает корабли очень уязвимыми, так как конструкторы чрезвычайно редко бронируют верх и низ корабля. Больше всего, подобные нападения производятся пиратами на маловооружённые гражданские корабли.
Основным оружием войны в космосе является ракета — импеллерный снаряд, развивающий ускорение в 42000g и обладающий дальностью полёта до 20 миллионов километров. К концу Первой Хевенско-Мантикорской войны дальность ракетного боя возросла до 60-70 миллионов километров. Ранние ракеты несли ядерные боевые части, срабатывающие при прямом попадании, но совершенствование систем противоракетной обороны — лазерных кластеров и противоракет — привело к тому, что современные ракеты несут Лазер с ядерной накачкой, детонирующий на определённом расстоянии и стреляющий в противника пучком лучей.
Для защиты от ракет противника на дальних дистанциях применяются противоракеты — небольшие ракеты с импеллерными двигателями без боеголовок. Поражение цели осуществляется за счет столкновения импеллерными клиньями, что приводит к аннигиляции обеих ракет. На меньших дистанциях для противоракетной обороны применяются лазерные установки. Значительную роль играют также средства радиоэлектронной борьбы.
Ракетное оружие является основным в дальнем бою, но высокая живучесть современных кораблей не позволяла ставить только на ракетные обстрелы. Запас ракет может быть исчерпан без нанесения критического вреда противнику; помимо этого, на небольших дистанциях, ракеты не успевают разогнаться и очень уязвимы для ПРО противника.
Поэтому все корабли несут оружие ближнего боя — лазеры и гразеры, обладающие гигантской мощностью и огромной разрушительной силой. Их эффективный радиус действия ограничен 400 000—500 000 километрами, но разрушительный эффект много мощнее, чем у лазерных боеголовок ракет.
Некоторые корабли способны нести энергетические мины, запускаемые в корабль противника в виде шара плазмы. Имеют огромную мощь, однако малая дальность и полная бесполезность против защитных стен делают этот вид оружия устаревшим и бесперспективным.
Делались также попытки создать качественно новое вооружение. Одним из примеров является «гравикопье», созданное мантикорской «молодой школой». Представляет собой генератор направленного гравитационного импульса, способного полнотью сбить защитную стену корабля, сделав его уязвимым для энергомин. Однако дальность всего в 100 000 километров делает его неприменимым в реальном бою — корабль-носитель должен войти в зону поражения не только ракет, но и бортовых лазеров. Фигурирует только в первой книге — "Космическая станция «Василиск».
Переход на подвесочные сверхдредноуты (а затем и другие корабли) в корне изменил тактику боя. Возможность производить ограниченное число небывало мощных залпов привело к тому, что тактика начала сводиться к подавлению противника первым мощным залпом вместо более или менее длительной ракетной перестрелки. При этом технологическое преимущество (в ракетах, ПРО и средствах РЭБ) приобрело статус единственного фактора, определяющего победу или поражение.

## Классы кораблей
- Легкий атакующий корабль — ЛАК

ЛАК, или канонерка — минимальный по своим размерам корабль (10 000-15 000 тонн), оснащенный импеллерным двигателем, но не имеющий гипердвигателя и парусов Варшавской. Предназначен для действий внутри систем. Вооружен обычно одной лазерной установкой и 10-15 ракетами, размещенными в одноразовых пусковых снаружи корпуса. По тактической роли близок к ракетному катеру. В ходе войны с Хевеном, Королевским флотом Мантикоры были разработаны качественно новые ЛАК, способные представлять серьёзную угрозу для крупных кораблей, а также корабль-носитель для их переброски (для 200 единиц) между системами. Следуя за этим, Протекторат Грейсона разработал модель ЛАК предназначенную для противодействия вражеским ЛАК, хотя, на то время, у Хевена их ещё не было. Позже и Хевен начинает строить улучшенные ЛАК и ЛАК-носители.
- Фрегат

Наименьший корабль, оснащенный гипердвигателем. Считается малоэффективным для развитых звёздных государств, так как, по-сути, является не более чем ЛАКом с гипердвигателем, который занимает большую часть внутреннего пространства. В основном, используется небольшими звёздными государствами для защиты от пиратов за неимением гораздо более эффективных кораблей.
- Эсминец

Наименьший эффективный корабль, оснащенный гипердвигателем. Предназначен для сопровождения транспортов, разведки, операций против пиратов и т. п. Основное (бортовое) вооружение — 4 (мантикорские) — 7 (хевенские) ракетных установок на каждый борт. Рост огневой мощи кораблей достигается также за счет повышения мощности ракет. Большее число ПУ хевенских кораблей, как правило, компенсируется более высокими характеристиками мантикорских ракет.
- Легкий крейсер

Назначение в целом аналогично эсминцу. Вооружение — 6 (Мантикора) — 9 (Хевен) ракетных установок на борт.
- Тяжелый крейсер

Вооружение — 12-15 ракетных установок на борт.
- Линейный крейсер

Крупнейший представитель класса крейсеров. Предназначены для рейдерских операций в системы противника (Мантикора), а также роли передовых и мобильных сил в ходе эскадренных сражений (Хевен). Вооружение — 20 (Хевен) — 25 (Мантикора) ПУ на борт. Позже появляются подвесочные варианты линейных крейсеров, хотя функция этого класса не изменяется.
- Линкор

Крупный корабль, однако, не способный на равных противостоять «кораблям стены». Вооружение — около 25 ПУ на борт. Предназначен, в первую очередь, для обороны внутренних территорий от рейдерских сил противника, а также для поддержания порядка. Способны подавлять огневой мощью линейные крейсера и уходить за счет скорости от «кораблей стены». Линкоры широко распространены в Народном флоте Хевена, перед которым стояла задача поддержания контроля над множеством завоеванных территорий и полностью отсутствуют в Королевском флоте Мантикоры. После оснащения ракетными подвесками (см. ниже) хевенские линкоры стали представлять угрозу даже для супердредноутов и стали грозным оружием для налетов на мантикорские системы.
Поскольку классы кораблей взяты из военно-морской исторической классификации, а в ней дредноут и сверхдредноут это разновидности линкора, требуется уточнение. Линкор, в романах, примерно аналогичен линкору додретноутного типа, известному так же как пре-дредноут или эскадренный броненосец(ЭБР).
- Дредноут

Наименьший «корабль стены». По боевой мощи в 2-3 раза превосходит линкор. Вооружение — около 30 ракетных установок на борт. Предназначен для эскадренных сражений.
- Сверхдредноут

Крупнейшие корабли известной вселенной. Вес до 8 миллионов тонн, вооружение — от 36-40 (Мантикора/Грейсон/Хевен) до примерно 60 (Андерманская империя) ракетных установок на борт. Главная ударная сила флотов.
- Сверхдредноут (подвесочный)
  - Разновидность супердредноута, основным вооружением которого являются сбрасываемые ракетные подвески, которые затем берутся на буксир тягловыми лучами. Подобная схема не ограничивает ускорение и позволяет давать мощнейшие — до тысяч ракет — однако единичные залпы. Бортового ракетного вооружения не имеют. В последних романах стали основной ударной силой Мантикорского, Хевенского и Андерманского флотов, обеспечив подавляющее преимущество над Соларианским, не имепшем СД(П).
- Носитель ЛАК
  - Корабль, сопоставимый с супердредноутом, предназначенный для транспортировки между системами до 200 легких атакующих кораблей (ЛАК). Созданы Королевским флотом Мантикоры в ходе войны, затем появились и во флоте Хевена. По тактической роли сравнимы с современным авианосцем. При этом мантикорские ЛАК «авиагрупп» являются ударными кораблями, предназначенными для поражения боевых кораблей основных классов, а хевенские — более легкими и предназначенными, в основном, для защиты кораблей от своих мантикорских собратьев. Грейсонские ЛАК в основном предназначены как очередной слой противоракетной обороны, однако их малые ракеты также эффективны против вражеских ЛАК.
- Специальные корабли
  - Рейдер
    - Вооруженный корабль, якобы являющийся торговым. Историческая основа - вспомогательный крейсер. Предназначен для различных спецопераций. Широко использовались Хевеном в ходе завоевательных войн. Во флоте Мантикоры появились в ходе войны с целью борьбы с пиратством без отвлечения регулярных сил. При этом Хевенские рейдеры являются кораблями специальной постройки, несущими двигатели военного образца, броню и вооружение, соответствующие тяжелому крейсеру. Мантикорские рейдеры представляют собой просто вооруженные транспорты и, несмотря на тяжелое вооружение и наличие на борту звена ЛАК, медлительны и очень уязвимы.

  - Подвеска
    - Необитаемая ракетная платформа, буксируемая на тягловом луче за кормой корабля. Содержит 10-15 ракетных установок и предназначена для усиления первого залпа. Первоначально подвески были разработаны лишь КФМ, что дало ему возможность на первом этапе войны подавлять противника массированными залпами, однако затем были разработаны и Хевеном. Пример модернизации старой технологии, так как, до этого, подвески считались неэффективными из-за медлительности своих ракет. Лишь новейшие разработки подволили увеличить скорость запуска ракет с подвесок.

## Успехи геронтологии
О матери Хонор:

… а пролонг, процесс продления жизни, заморозил её биологический возраст на тридцати стандартных годах.

## Список книг по вселенной
| Год (нач.)     | Год (оконч.) | Наименование                     | Автор                              | Дата публикации | Серия                | Краткое описание |
| -------------- | ------------ | -------------------------------- | ---------------------------------- | --------------- | -------------------- | --- |
| 250            | 261          | Согласно Уставу (Т)              | Чарльз Гэннон                      | 2013 (2 июл.)   | Истоки               | События в солнечной системе, предшествующие образованию Солнечной Лиги.                                                                              |
| 552 (март)     | 1916 (март)  | Dark Fall                        | Дэвид Вебер                        | 2018 (18 сент.) | -                    | |
| 1518           | 1518         | Прекрасная дружба ч.1 (Т)        | Дэвид Вебер                        | 1998 (1 янв.)   | Больше чем Хонор     | Первая встреча человека и древесного кота. |
| 1520           | 1520         | Приблуда (Т)                     | Линда Эванс                        | 1999 (февр.)    | Миры Хонор           | История знакомства сфинксианского врача и древесных котов.                                                                                           |
| 1518           | 1521         | Прекрасная дружба ч.1 и 2 (Т)    | Дэвид Вебер                        | 2011 (октябрь)  | Звёздное Королевство | Продолжение рассказов «Прекрасная дружба» и «Приблуда».                                                                                              |
| 1521           | 1521         | Сезон огня (Т)                   | Дэвид Вебер & Джейн Линдскольд     | 2012 (октябрь)  | Звёздное Королевство | Продолжение истории о Стефани Харрингтон и древесном коте Лазающем-Быстро.                                                                           |
| 1522           | 1522         | Войны древесных котов (Т)        | Дэвид Вебер & Джейн Линдскольд     | 2013 (2 июл.)   | Звёздное Королевство | Продолжение истории о Стефани Харрингтон и древесном коте Лазающем-Быстро.                                                                           |
| 1529           | 1533         | Призыв к долгу (Т)               | Дэвид Вебер & Тимоти Зан           | 2014 (7 окт.)   | Manticore Ascendant  | Трэвис Лонг поступает на службу в королевский флот Мантикоры. Описываются события во флоте, предшествующие открытию Туннельной сети.                 |
| 1539           | 1543         | Призыв к оружию (Т)              | Дэвид Вебер & Тимоти Зан & Том Поп | 2015 (6 окт.)   | Manticore Ascendant  | Тревис Лонг и его друзья втянуты в совместные операции Королевства Мантикора, Республики Хевен и наемников Андерманна против межзвездных корпораций. |
| 1543           | 1544         | Призыв к мести                   | Дэвид Вебер & Тимоти Зан & Том Поп | 2018            | Manticore Ascendant  | Тревис поступает в службу внешней разведки. И находит в себе силы объясниться в любви                                                                |
| 1652           | 1652         | Чего стоит мечта? (Т)            | Дэвид Вебер                        | 1999 (февр.)    | Миры Хонор           | Случай с королевой Адриенной, изменивший статус древесных котов.                                                                                     |
| 1850           | 1850         | Beauty and the Beast (Т)         | Дэвид Вебер                        | 2013 (2 июл.)   | Истоки               | Знакомство родителей Хонор Харрингтон. |
| 1870           | 1870         | Превосходные замыслы (Т)         | Дэвид Вебер                        | 2013 (2 июл.)   | Истоки               | Хонор Харрингтон знакомится с древесным котом Смеющимся-Ярко.                                                                                        |
| 1880           |              | Миз гардемарин Харрингтон (Т)    | Дэвид Вебер                        | 2001 (27 фев.)  | Изменяющая миры      | Первое назначение Хонор Харрингтон после выпуска из академии.                                                                                        |
| 1883           | 1883         | Королевский гамбит (Т)           | Джейн Линдскольд                   | 1999 (фев.)     | Миры Хонор           | Елизавета III садится на трон после внезапной смерти отца.                                                                                           |
| 1890           | 1890         | Трудная дорога домой (Т)         | Дэвид Вебер                        | 1999 (фев.)     | Миры Хонор           | Лейтенант Хонор Харрингтон участвует в спасательной операции на Грифоне.                                                                             |
| 1892           | 1892         | Земля обетованная (Т)            | Джейн Линдскольд                   | 2003 (25 март.) | На службе мечу       | Дипломатическая миссия Майкла Винтона на Масаду. |
| 1894           | 1894         | Ruthless (Т)                     | Джейн Линдскольд                   | 2011 (февр.)    | Выкованное в пламени | Продолжение истории Майкла Винтона и Юдифь с Масады.                                                                                                 |
| 1899           | 1899         | Давайте танцевать (Т)            | Дэвид Вебер                        | 2011 (февр.)    | Выкованное в пламени | Миссия капитана Хонор Харрингтон в Силезской конфедерации.                                                                                           |
| 1900 (3 март.) | 1901 (янв.)  | Космическая станция Василиск (Т) | Дэвид Вебер                        | 1992 (фев.)     | Хонор Харрингтон     | Миссия капитана Хонор Харрингтон в отдалённой системе звезды Василиск.                                                                               |
| 1902           |              | With One Stone (Т)               | Тимоти Зан                         | 2003 (25 март.) | На службе мечу       | Миссия лейтенанта Рафаэля Кардонеса в Силезской конфедерации.                                                                                        |
| 1903 (апр.)    | 1903 (май)   | Честь королевы (Т)               | Дэвид Вебер                        | 1993 (июн.)     | Хонор Харрингтон     | Дипломатическая миссия Хонор Харрингтон в системе звезды Ельцина.                                                                                    |
| 1904           | 1905 (май)   | Маленькая победоносная война (Т) | Дэвид Вебер                        | 1994 (апр.)     | Хонор Харрингтон     | Миссия капитана Хонор Харрингтон у космической станции «Хэнкок».                                                                                     |
| 1904?          |              | Корабль по имени «Фрэнсис» (Т)   | Джон Ринго & Виктор Митчелл        | 2003 (25 март.) | На службе мечу       | События на грейсонском корабле «Фрэнсис Мюллер». |
| 1904?          |              | A Grand Tour (Т)                 | Дэвид Дрейк                        | 1998 (1 янв.)   | Больше чем Хонор     | История о том, как археологическая экспедиция превратилась в спасательную операцию.                                                                  |
| 1905 (июн.)    |              | Поле бесчестья ([ Т])            | Дэвид Вебер                        | 1994 (окт.)     | Хонор Харрингтон     | Хонор Харрингтон в центре политического кризиса Мантикоры.                                                                                           |
| 1907           |              | Deck Load Strike (Т)             | Роланд Грин                        | 1999 (фев.)     | Миры Хонор           | События на планете Сильвестрии у Эревонского узла тоннельной сети.                                                                                   |
| 1906           | 1907 (авг.)  | Флагман в изгнании (Т)           | Дэвид Вебер                        | 1995 (сент.)    | Хонор Харрингтон     | Хонор Харрингтон в центре политического и военного кризиса на Грейсоне.                                                                              |
| 1908 (сент.)   | 1910 (март.) | Меж двух огней (Т)               | Дэвид Вебер                        | 1997 (1 июн.)   | Хонор Харрингтон     | Хонор Харрингтон защищает торговый флот в Силезской конфедерации.                                                                                    |
| 1911 (июл.)    |              | Дуновение картечи (Т)            | Стивен Стирлинг                    | 1998 (1 янв.)   | Больше чем Хонор     | Восстание Уравнителей в Народной республике Хевен.                                                                                                   |
| 1911?          |              | Изменяющая Миры (Т)              | Дэвид Вебер                        | 2001 (27 фев.)  | Изменяющая миры      | Нимиц и Саманта ведут переговоры в родном клане Смеющегося-Ярко.                                                                                     |
| 1911           | 1911 (дек.)  | В руках врага (Т)                | Дэвид Вебер                        | 1997 (авг.)     | Хонор Харрингтон     | Хонор Харрингтон попадает в плен к госбезопасности хевенитов.                                                                                        |
| 1912 (фев.)    | 1913 (дек.)  | Испытание Адом (Т)               | Дэвид Вебер                        | 1998 (окт.)     | Хонор Харрингтон     | Хонор Харрингтон совершает побег с планеты Аид. |
| 1913           | 1913         | An Act of War (Т)                | Тимоти Зан                         | 2011 (февр.)    | Выкованное в пламени | Продолжение событий, описанных в рассказе «Одним выстрелом».                                                                                         |
| 1913           |              | Let’s Go To Prague (Т)           | Джон Ринго                         | 2003 (25 март.) | На службе мечу       | История о миссии двух секретных агентов Мантикоры в Народной республике.                                                                             |
| 1913 (дек.)    | 1915 (май)   | Пепел победы (Т)                 | Дэвид Вебер                        | 2000 (1 март.)  | Хонор Харрингтон     | Комитет общественного спасения готовится к наступлению на Мантикору.                                                                                 |
| 1914 (фев.)    |              | Горец (Т)                        | Эрик Флинт                         | 2001 (27 фев.)  | Изменяющая миры      | Антон Зилвицкий и Виктор Каша расстраивают планы спецслужбы Хевена на Земле.                                                                         |
| 1914 (дек.)    | 1914 (дек.)  | Сошествие ночи (Т)               | Дэвид Вебер                        | 2001 (27 фев.)  | Изменяющая миры      | История противостояния в Новом Париже между Эстер МакКвин и Оскаром Сен-Жюстом.                                                                      |
| 1915 (май)     | 1915 (май)   | Фанатик (Т)                      | Эрик Флинт                         | 2003 (25 март.) | На службе мечу       | Виктор Каша расследует убийство народного комиссара в отдалённом секторе.                                                                            |
| 1918 (июн.)    | 1918 (авг.)  | На службе Мечу (Т)               | Дэвид Вебер                        | 2003 (25 март.) | На службе мечу       | Миссия первой женщины-гардемарина грейсонского флота в секторе Тиберия.                                                                              |
| 1918           | 1920         | Война Хонор (Т)                  | Дэвид Вебер                        | 2002 (31 авг.)  | Хонор Харрингтон     | Миссия Хонор Харрингтон в системе Марш Силезской конфедерации.                                                                                       |
| 1918           | 1919         | Венец рабов (Т)                  | Дэвид Вебер & Эрик Флинт           | 2003 (26 авг.)  | Венец Рабов          | Миссия Антона Зилвицкого и Виктора Каша в секторе Эревон. Образование системы Факел.                                                                 |
| 1920 (июн.)    | 1921 (июл.)  | Тень Саганами (Т)                | Дэвид Вебер                        | 2004 (26 окт.)  | Остров Саганами      | Миссия капитана Терехова в Скоплении Талботта. |
| 1920 (июл.)    | 1921 (авг.)  | Любой ценой (Т)                  | Дэвид Вебер                        | 2005 (25 окт.)  | Хонор Харрингтон     | Крупномасштабные сражения Звёздного Королевства и Народной Республики.                                                                               |
| 1920 (дек.)    | 1921 (дек.)  | Шторм из тени (Т)                | Дэвид Вебер                        | 2009 (3 март.)  | Остров Саганами      | Миссия Мишель Хенке в Скоплении Талботта. |
| 1919 (нояб.)   | 1922 (апр.)  | Факел свободы (Т)                | Дэвид Вебер & Эрик Флинт           | 2009 (6 нояб.)  | Венец Рабов          | Миссия Антона Зилвицкого и Виктора Каша на планете «Меза».                                                                                           |
| 1921 (дек.)    | 1922 (май)   | Дело Чести (Т)                   | Дэвид Вебер                        | 2010 (29 июн.)  | Хонор Харрингтон     | Солнечной Лига и Меза начинают необъявленную войну со Звёздным Королевством.                                                                         |
| 1921           | 1922         | Obligated Service (Т)            | Джоэль Пресби                      | 2013 (7 июл.)   | Истоки               | История Клэр Лекруа — одной из первых женщин-офицеров грейсонского флота.                                                                            |
| 1922 (фев.)    | 1922 (авг.)  | Тень свободы (Т)                 | Дэвид Вебер                        | 2013 (5 март.)  | Остров Саганами      | Мишель Хенке сталкивается с проблемой независимых звездных систем под «протекторатом» пограничного флота Солнечной Лиги.                             |
| 1922 (март.)   | 1922 (авг.)  | Грядущая буря (Т)                | Дэвид Вебер                        | 2012 (2 март.)  | Хонор Харрингтон     | Меза и Солнечная Лига продолжают угрожать позициям Звёздного Королевства.                                                                            |
| 1922 (май)     | 1922 (окт.)  | Cauldron of Ghosts (Т)           | Дэвид Вебер & Эрик Флинт           | 2014 (8 апр.)   | Венец Рабов          | Антон Зилвицкий и Виктор Каша вновь отправляются на планету Меза.                                                                                    |
| 1921 (фев.)    | 1922 (окт.)  | Тень победы (Т)                  | Дэвид Вебер                        | 2016 (1 нояб.)  | Хонор Харрингтон     | Адмирал Мишель Хенке вынуждена атаковать Солнечную Лигу                                                                                              |
| 1922(июль)     | 1923(март)   | Бескомпромиссная честь (Т)       | Дэвид Вебер                        | 2018 (2 окт.)   | Хонор Харрингтон     | Разгром Солнечной Лиги |
| 1923(фев)      | 1924(июль)   | To End in Fire                   | Дэвид Вебер & Эрик Флинт           | 2021 август     | Венец Рабов          | |